# École de l'Alliance française d'Antsahabe
L'école de l'Alliance française d'Antsahabe, est une école  internationale française à Antananarivo, à Madagascar.

## Description
L'établissement primaire et secondaire enseigne de la maternelle  au lycée.
En 2023, il accueille 702 élèves dont 57 français.